# Hirasa synola
Hirasa synola är en fjärilsart som beskrevs av Eugen Wehrli 1953. Hirasa synola ingår i släktet Hirasa och familjen mätare. Inga underarter finns listade i Catalogue of Life.